# Бразильский фила
Бразильский фила, фила бразилейро (порт. fila brasileiro) — крупная рабочая порода собак, выведенная в Бразилии.

## Внешний вид
Фила бразилейро — молоссоидная порода с крупным костяком и большим количеством складок кожи. Стандарт породы требует, чтобы рост кобелей был от 65 до 75 см в холке, а вес по меньшей мере 50 кг. Суки немного меньше — от 60 до 70 см в холке при весе от 40 кг.

## Шерсть
Шерсть филы бразилейро гладкая и короткая. Разрешены все однотонные окрасы, за исключением белого, мышино-серого, пятнистого и крапчатого. Фила полностью тигрового окраса может иметь как светлые, так и тёмные полосы. На морде может быть чёрная маска, но не обязательно. Белые отметины, не превосходящие ¼ площади поверхности шкуры, согласно стандарту FCI, допустимы на лапах, груди и кончике хвоста, в других местах они нежелательны. В последнее время стал допустим чёрный окрас.

## Темперамент
Фила бразилейро — отличный охранник для загородного дома. Он не скрывает своё недоверие к посторонним и даже на выставках проявление агрессии по отношению к судье не является поводом для дисквалификации. У филы это заложено в генах, поэтому даже бразильский стандарт породы советует судьям не дотрагиваться до собаки. Тем не менее, стандарт FCI позволяет дисквалифицировать собаку за избыточную агрессию, в основном, когда владелец недостаточно контролирует её в общественных местах. Фила известна своей преданностью семье и друзьям, но эта порода не для каждого. Для филы необходим уверенный, опытный человек, обладающий здравым смыслом и имеющий понятие о свойственных породе качествах. Это настоящая охранная собака.
Филы крепко привязаны к хозяину и членам его семьи и проявляют к ним исключительную покорность и стремление защищать. Можно сказать, что они живут для защиты тех, кого любят, включая детей и домашних животных. Они очень редко доверяют посторонним. Большинство фила бразилейро посторонних совершенно не переносят. Несмотря на это, фила — отличная порода для всей семьи.

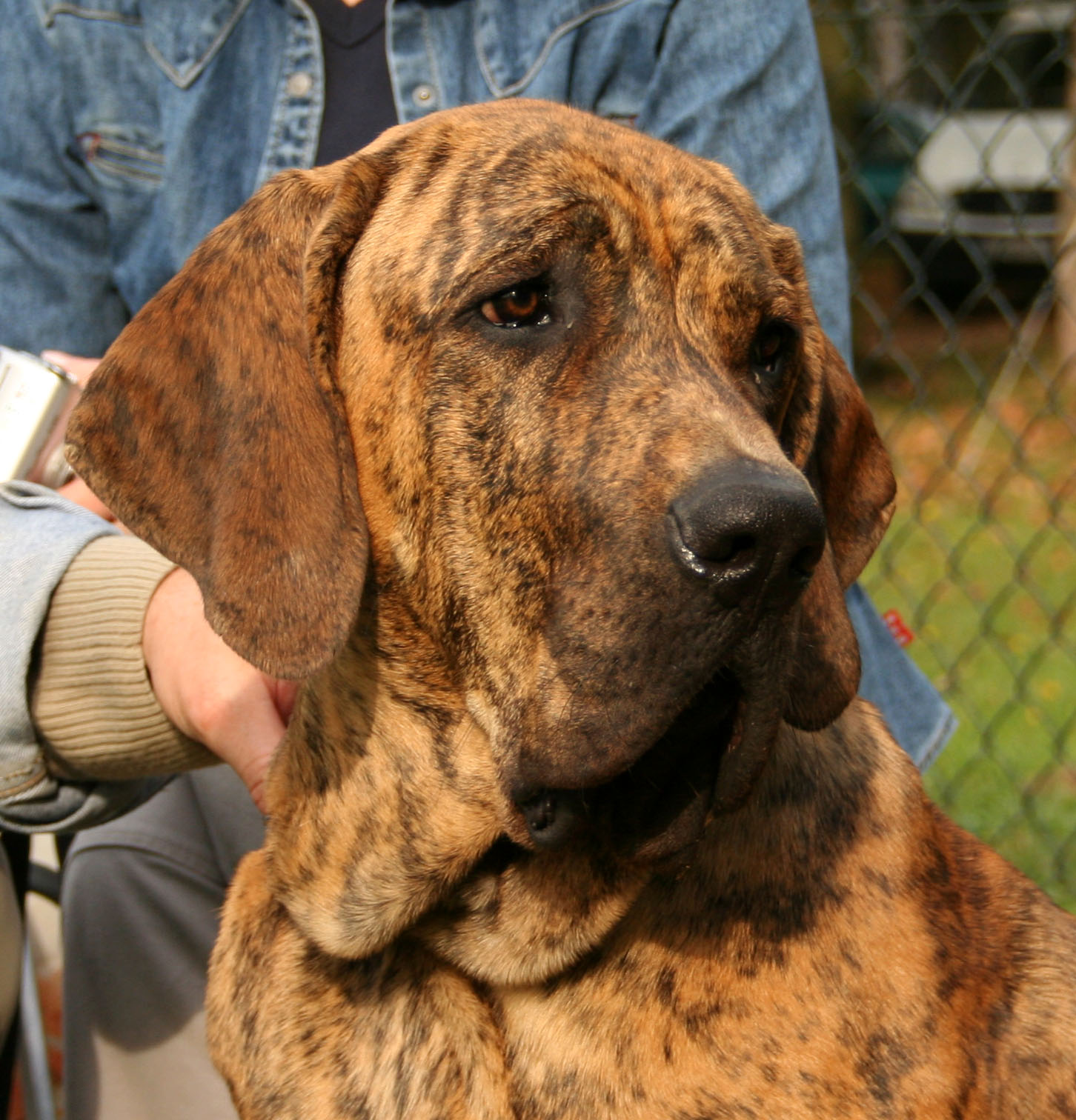
Голова бразильского фила тигрового окраса

## История
Существует несколько версий появления породы фила бразилейро.
Первая версия утверждает, что фила появилась в результате скрещивания мастифа, бладхаунда и английского бульдога. От мастифа фила унаследовала форму черепа и спины, у бладхаунда позаимствовала свисающие складки кожи, грустный взгляд и острый нюх, а от древней породы бульдога ей достался буйный темперамент и упрямый нрав. Помимо основной работы — стеречь и преследовать беглых рабов, в обязанности филы входило охранять стада и жилища от очень опасного хищника — ягуара.
Другая гипотеза утверждает, что фила ведет свою родословную от фила терсейренсе, также называемой cão de fila da Terceira (вымершей породы, названной по названию острова Терсейра, входящего в состав Азорских островов). С восшествием на португальский престол короля Жуана VI, а также с переносом королевского двора в Рио-де-Жанейро, в Бразилию начали завозить популярного в те годы английского мастифа. В силу случайных скрещиваний появляется метис филы терсейренсе и мастифа.
В 1938 году общая страсть и любовь к этой породе объединила её почитателей и ценителей в национальный конгресс со штаб-квартирой в Рио-де-Жанейро. Всех их обуревала страсть улучшить породу. В конце концов, в результате скрещивания нескольких пород на протяжении нескольких веков без вмешательства специалистов появилась новая порода. Первый эталонный образец был отобран из большого числа претендентов в 1946 году. Ровно через 30 лет, в 1976 году, была выведена новая версия породы, более «детализированная», но без специфических особенностей, характерных для конкретной породы.

## Появление в России
В России фила бразилейро появился в 1992 году, когда из бразильского питомника Алакетус были завезены кобель Алакетус Дардо и сука Алакетус Ингрид. Впоследствии они и их потомки стали родоначальниками многих российских питомников.

## Юридический статус
В Великобритании, Израиле и Норвегии запрещается владение филой бразилейро без специального решения суда. В некоторых штатах Австралии владение филой запрещено или ограничено, также запрещен импорт. В Новой Зеландии филы автоматически классифицируются как опасные собаки, что подразумевает запрет импорта и кастрацию кобелей. Также собак этой породы запрещено ввозить в Республику Кипр.